# Kim Zarah Langner

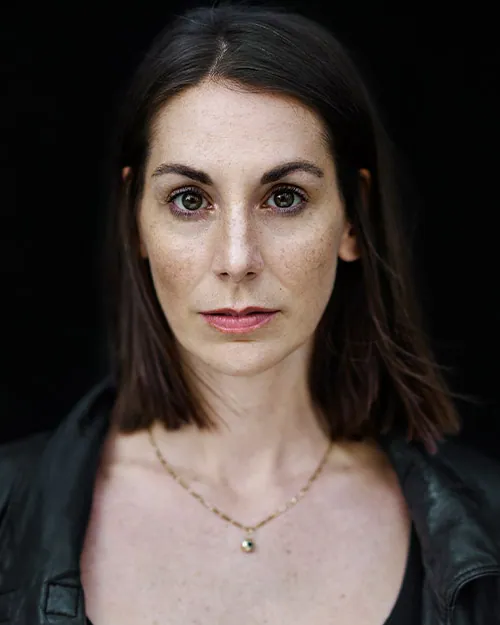
Kim Zarah Langner

Kim Zarah Langner (* 15. September 1986 in Aachen) ist eine deutsch-französische Schauspielerin, Theaterregisseurin, Autorin sowie Übersetzerin für Theaterstücke.

## Privatleben
Langner ist die Tochter von Regisseur und Intendant Manfred Rolf Langner und seiner französischen Frau Nathalye Langner-Lebreton. Seit 2012 lebt sie in Berlin und arbeitet freiberuflich.

## Ausbildung
Nach dem Abitur begann Kim Zarah Langner 2005 eine Schauspielausbildung an der Arturo Schauspielschule Köln. Nach eineinhalb Jahren brach sie diese ab, um in Paris weiter zu studieren. Sie besuchte ab 2007 bis parallel die Schauspielschulen Atelier Premier Acte von Francine Walter und die École Internationale de Théâtre Jacques Lecoq. Während ihrer Pariser Ausbildung arbeitete sie eng mit Stephan Meldegg am Théâtre La Buyère zusammen. Für das Stück „Un monde fou“, bei dem sie ihm assistierte, erhielten sie 2008 den Molière (Theaterpreis) für das beste Einpersonenstück. Zeitgleich begann sie bereits französische Theaterstücke und Autoren auf dem französischen Markt zu entdecken und deren Stücke für den Litag Verlag zu übersetzen.

## Schauspielerin
Langner stand u. a. in Paris, Aachen, Frankfurt/Main, München, Stuttgart, Düsseldorf, Köln, Bonn, Hamburg und Berlin auf der Bühne. Zu ihren Rollen gehörten Beatrice (Viel Lärm um nichts), Dorothy (Der Zauberer von Oz), Lady Anne und Margret (Richard III), Brooke (Der nackte Wahnsinn) und Elise (Der Geizige).
Rollenauswahl
- Auf und Davon, Rolle: Josephine, Theater Trier
- Richard III., Rolle: Lady Anne und Margret, Deutschlandtournee
- Der Geizige, Rolle: Elise, Altes Schauspielhaus Stuttgart
- Blutgeld, UA von Jehoschua Sobol, Rolle: Angela, Altes Schauspielhaus Stuttgart
- Viel Lärm um nichts, Rolle: Beatrice, Altes Schauspielhaus Stuttgart
- Der Kaufmann von Venedig, Rolle: Jessica, Deutschlandtournee
- Der Kaufmann von Stuttgart, UA von Jehoschua Sobol, Rolle: Lucy, Altes Schauspielhaus Stuttgart
- Eine Couch in New York, Rolle: u. a. Anne, Komödie im Bayerischen Hof, München
- Das andalusische Mirakel, Rolle: Nelly, Die Komödie Frankfurt
- Antéchrista, auf Französisch, Rolle: Blanche, Schauspielbühnen Stuttgart
- Der Zauberer von Oz, Rolle: Dorothy, Schauspielbühnen Stuttgart
- Buddenbrooks, Rolle: Gerda Bruddenbrook, Grenzlandtheater Aachen
- AchterbahnDSEA, Rolle: Sie, Komödie im Marquardt und Contra-Kreis-Theater
- Diener zweier Herren, Rolle: Clarice, Grenzlandtheater Aachen
- Noises Off! – Der nackte Wahnsinn, Rolle: Brooke, Deutschlandtournee
- Les Cancans, von Carlo Goldoni, Rolle: Eleonora, Théâtre La Bruyère, Paris

## Regisseurin
Langner arbeitete zunächst regelmäßig als Regieassistentin, u. a. für Stephan Meldegg, Horst Johanning, Ulf Dietrich – so auch für Un monde fou, das 2008 mit dem Molière (renommiertester Theaterpreis Frankreichs) für das beste Solostück ausgezeichnet wurde.
Seit 2012 führt Langner regelmäßig selbst Regie.
Ihre Inszenierungen von Der Zauberer von Oz, Aladin und die Wunderlampe sowie Alice im Wunderland waren jeweils die erfolgreichste Produktion der Spielzeit am Theater Trier. Intra Muros wurde 2022 zu den Theatertagen Rheinland-Pfalz eingeladen.

## Autorin
Seit 2012 ist Langner Autorin von Theaterstücken. Ihre Werke wurden u. a. in Hamburg, Stuttgart, Trier und Neuwied erfolgreich gespielt und sind beim Litag Theaterverlag München verlegt.

### Alice – Spiel um dein Leben
Kim Langner hat das 2022 an den Hamburger Kammerspielen uraufgeführte Theaterstück „Alice – Spiel um dein Leben“ konzipiert und verfasst. Ihre Idee ein Ein-Personen-Stück über die Holocaust-Überlebende Alice Herz-Sommerzu schreiben, entstand nach der Begegnung mit Familienangehörigen der Pianistin und ist durch das Schicksal von Langners Urgroßvater inspiriert, der ebenfalls nach Theresienstadt deportiert wurde und die Shoa dort überlebte.
Durch die mit Kim Langner befreundete Familie Gornstein erfuhr sie 2013 von Alice Herz-Sommers außergewöhnlicher Geschichte.
2018 kam Natalie O’Hara auf Kim Langner zu und bat sie, ihr für eine „Lesung mit Klavierspiel“ eine Strichfassung aus Alice-Herz-Sommers Biografie-Roman zu machen. Stattdessen hatte Kim Langner die Idee für „Alice – Spiel um dein Leben“ und entwickelte dieses besondere Konzept: Leere Bühne, nur ein Klavier, Musik, eine Schauspielerin in allen Rollen, viel Pantomime, der Rest, die „Magie“, entsteht durch Schauspielkunst und die Fantasie des Zuschauers. Sie hatte seit ihrer Ausbildung in Paris viel Erfahrung mit dieser Theaterform gemacht und plante schon länger selbst ein Werk in dem Stil zu entwickeln und verfassen.
Langners Recherche stützt sich auf Gespräche mit Alices Familie und Freunden (wie Ariel Sommer, Eli Gorenstein, Chaim Adler, Zdenka Fantlova, Ester Marom und Anita Lasker-Wallfisch), auf die Biografie „Ein Garten Eden inmitten der Hölle“, diverse Dokumentarfilme (z. B. „Everything is a present“, „Von der Hölle ins Paradies – Chopin hat mein Leben gerettet“), sowie auf zahlreiche Schrift- und Ton-Aufzeichnungen von Freunden, Familie und Journalisten.

## Übersetzerin
Langner hat Laufe der Jahre um die 50 Komödien, Dramen sowie Schauspiele ins Deutsche übersetzt, u. a. von Eric Assous, Jehoschua Sobol, Alexis Michalik, Andrea Bescond, Salomé Lelouch, Edna Mazya, Xavier Daugreilh, Pierre Sauvil, Becky Mode, Hindi Brooks, Sam Bobrick, Michael Mc Keever.

## Bibliografie
Dramen
- 2022 Alice – Spiel um dein Leben, UA Hamburg

Kinderstücke
- 2023 Die Schneekönigin, gemeinsam mit Axel Weidemann, UA geplant am Theater Trier
- 2023 Die Biene Maja und die Hornissen-Verschwörung, gemeinsam mit Axel Weidemann
- 2022 Peterchens Mondfahrt, gemeinsam mit Axel Weidemann, UA Theater Trier
- 2021 Alice im Wunderland, gemeinsam mit Axel Weidemann, UA Theater Trier
- 2019 Aladin und die Wunderlampe, gemeinsam mit Axel Weidemann, UA Theater Trier
- 2018 Der Zauberer von Oz, gemeinsam mit Axel Weidemann, UA Theater Trier
- 2015 Das Dschungelbuch – Urwaldrock und Bärenhunger, gemeinsam mit Axel Weidemann, UA Schauspielbühnen Stuttgart
- 2014 Schlaraffenland in Gefahr, gemeinsam mit Axel Weidemann, UA Schauspielbühnen Stuttgart
- 2013 Händel und Gretel, gemeinsam mit Axel Weidemann
- 2012 Pinocchio, gemeinsam mit Axel Weidemann, UA Schauspielbühnen Stuttgart

## Auszeichnungen
- 2008: Molière (Theaterpreis) in der Kategorie „Bestes Einpersonen-Stück“, für „Un Monde Fou“, Langner war an der Produktion als Regieassistentin beteiligt[6]
- 2022: Publikumspreis des Primeurs – Festival für frankophone Gegenwartsdramatik für „Die lieben Eltern“ von Armelle und Emmanuel Patron (Übersetzung)[11]
- 2023: Nominierung für den Theaterpreis Hamburg – Rolf Mares von Langners Theaterstück „Alice – Spiel um dein Leben“[12]
- 2023: Nominierung für den Deutschen Theaterpreis Der Faust in der Kategorie „Darsteller/Darstellerin Schauspiel“, für Natalie O’Haras Darstellung der Alice Herz-Sommer in „Alice – Spiel um dein Leben“[13]